# Chelsea Handler

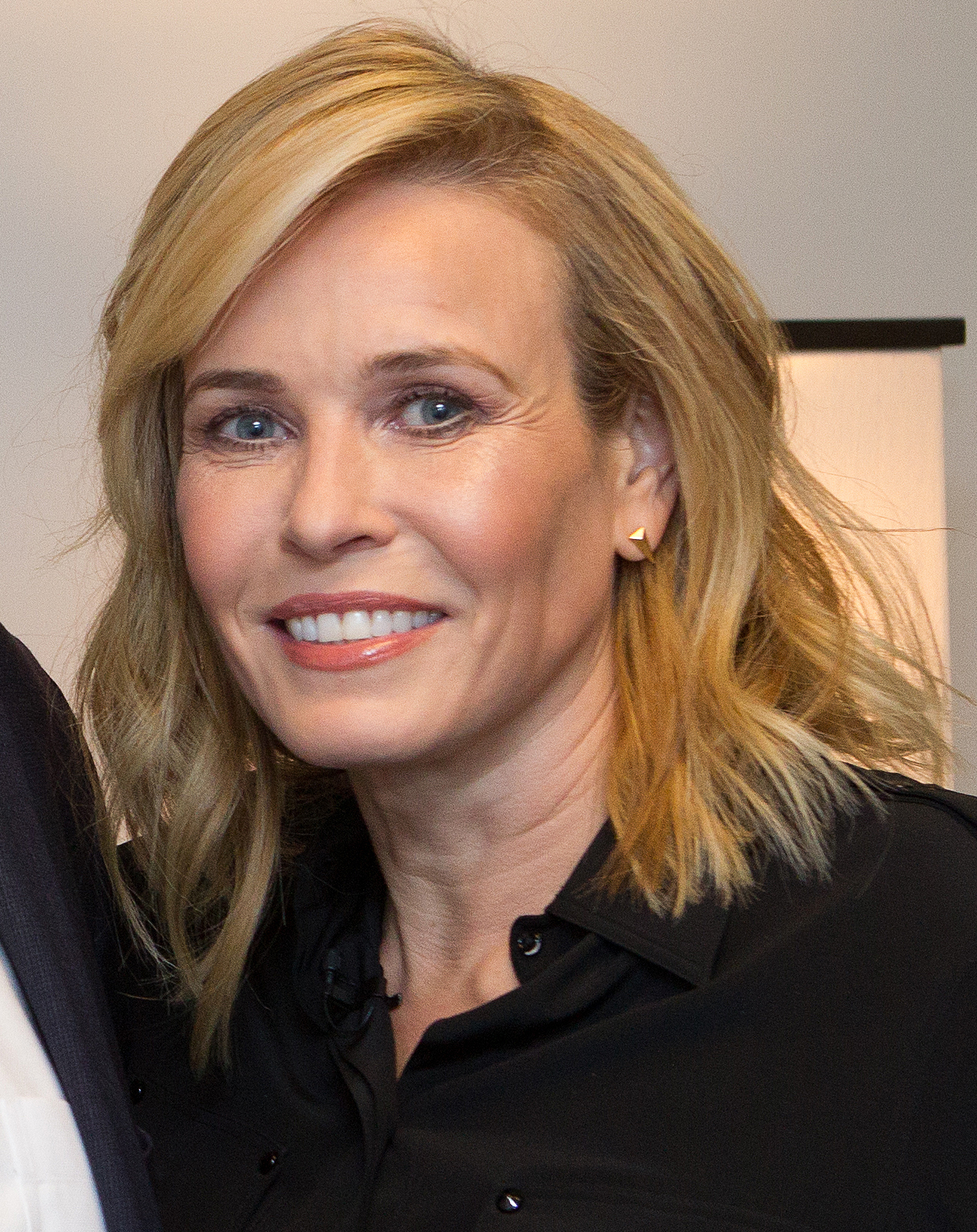
Chelsea Handler, 2016

Chelsea Joy Handler (* 25. Februar 1975 in Livingston, New Jersey) ist eine US-amerikanische Komikerin, Schauspielerin, Autorin und Produzentin.

## Karriere
Nach Anfängen als Stand-up Comedian in den späten 1990er Jahren wurde Chelsea Handler ab 2004 durch Auftritte in Shows wie Girls Behaving Badly und The Bernie Mac Show einem größeren Fernsehpublikum bekannt. Daneben wirkte sie in dieser Zeit als Kommentatorin in Formaten wie 101 Craziest TV Moments mit. Im Jahr 2006 wurden zwei Staffeln der Sketch-Show The Chelsea Handler Show bei E! Entertainment Television ausgestrahlt, in dieser Zeit war sie auch Korrespondentin der Tonight Show. Sie moderierte die MTV Video Music Awards 2010 als erste Frau seit 16 Jahren in der Geschichte der Preisverleihung. Von 2007 bis 2014 moderierte Handler ihre eigene Late-Night-Show Chelsea Lately bei E! Entertainment Television. Ebenfalls bei E! lief von 2011 bis 2013 die von Handler mitentwickelte und produzierte Mockumentary After Lately rund um das Geschehen bei Chelsea Lately.
Chelsea Handler veröffentlichte bisher fünf Bücher, vier davon erreichten Platz 1 der Bestsellerliste der New York Times.
Am 11. Januar 2012 lief die erste Episode der Sitcom Are You There, Chelsea? bei NBC an. Der Titel und einige Charaktere der Sitcom waren in Anlehnung an ihr zweites Buch Are You There, Vodka? It's Me, Chelsea entstanden. Sie spielte darin die ältere Schwester der Hauptfigur Chelsea Newman, dargestellt von Laura Prepon. Sie war außerdem als Produzentin an der Sitcom beteiligt. Am 11. Mai 2012 gab NBC bekannt, dass die Sitcom abgesetzt wurde.
Seit dem 11. Mai 2016 streamte Chelsea Handler ihre Talkshow Chelsea dreimal wöchentlich (mittwochs, donnerstags, freitags) auf der Streamingplattform Netflix. Geplant waren 90 halbstündige Episoden. Für den Streaminganbieter Netflix war es die erste Talkshow seit dem Angebot von Video-on-Demand im Jahre 2007. Chelsea endete 2017 nach der zweiten Staffel. 2019 wurde die Dokumentation Hello, Privilege, its Me Chelsea auf Netflix veröffentlicht.
Vom 6.-10. Februar 2023 war sie "Guest Host" der Daily Show.

## Filmografie (Auswahl)
- 2001: The Plotters
- 2002: Practice – Die Anwälte (The Practice, Fernsehserie, Episode 6x20)
- 2004: The Bernie Mac Show (Fernsehserie, Episode 3x20)
- 2005: Totally High
- 2006: Die Casting Couch – Heiße Dates und sexy Girls (Cattle Call)
- 2007: Steam
- 2007–2008: In the Motherhood (Webserie, 10 Episoden)
- 2010: Good Wife (The Good Wife, Fernsehserie, Episode 1x09)
- 2011: Hop – Osterhase oder Superstar? (Hop)
- 2011, 2013: Alex und Whitney – Sex ohne Ehe (Whitney, Fernsehserie, 2 Episoden)
- 2012: Das gibt Ärger (This Means War)
- 2012: Are You There, Chelsea? (Fernsehserie, 7 Episoden)
- 2012: Fun Size – Süßes oder Saures (Fun Size)
- 2013: Nennt mich verrückt! (Call Me Crazy: A Five Film, Fernsehfilm)
- 2014: Uganda Be Kidding Me: Live (Webspecial)
- 2016: Chelsea Does (Webserie, 4 Episoden)
- 2016–2017: Chelsea (Talkshow)
- 2019: Hello Privilege, it’s me Chelsea (Dokumentation)
- 2019: Will & Grace (Fernsehserie, Episode 10x09)
- 2024: Noch nicht ganz tot (Not Dead Yet, Fernsehserie, Episode 2x07)
- 2024: Prom Dates

## Werke
- Mein Leben im Liegen. Aus dem Tagebuch einer Schlampe. (My Horizontal Life: A Collection of One-Night Stands). Rowohlt Verlag, Hamburg 2006, ISBN 978-3499242298 (übersetzt von: Karolina Fell)
- Hallo Wodka, ich bin's, Chelsea: Neues aus dem Tagebuch einer Schlampe. (Are You There, Vodka? It's Me, Chelsea). Rowohlt Verlag, Hamburg 2008, ISBN 978-3499247514  (übersetzt von: Ulrike Thiesmeyer)
- Chelsea Chelsea Bang Bang. Grand Central Publishing, New York 2010, ISBN 978-0446552431
- Lies That Chelsea Handler Told Me. Grand Central Publishing, New York 2011. ISBN 978-0446584715
- Uganda Be Kidding Me.  Grand Central Publishing, New York 2014. ISBN 978-1455599738
- Life Will Be the Death of Me. Spiegel & Grau, New York 2019[7]